# WWOOF

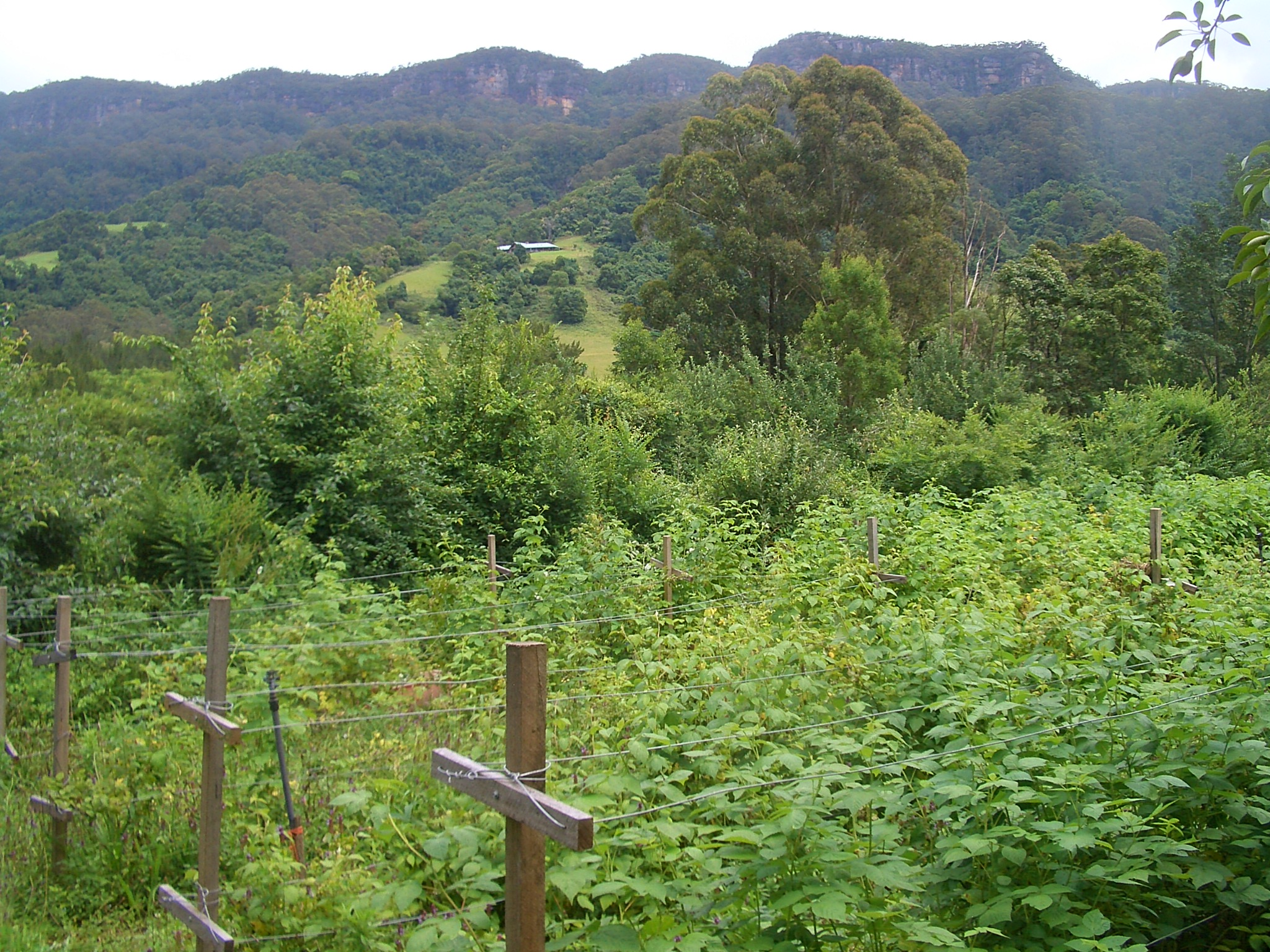
Farma uczestnicząca w WWOOF w Australii. Krzaki malin wymagają częstego pielenia

World Wide Opportunities on Organic Farms lub Willing Workers on Organic Farms (WWOOF) – swobodna sieć organizacji krajowych łącząca gospodarstwa organiczne i chętnych do pracy na nich wolontariuszy, powstała w Wielkiej Brytanii w 1971 z inicjatywy Sue Coppard. Ok. 6000 gospodarstw w 100 krajach świata należy do WWOOF, ale nie ma jednej strony internetowej przedstawiającej je wszystkie. Nie ma też międzynarodowego członkostwa w WWOOF, chociaż organizacje w poszczególnych krajach starają się współpracować ze sobą i zachować podobne standardy. W 2011 było zarejestrowanych ponad 80 tysięcy wolontariuszy na całym świecie.
Od nazwy organizacji utworzono rzeczownik WWOOFing („WWOOFowanie”), oznaczający udział w organizacji jako wolontariusz pracujący w gospodarstwie ekologicznym. Słowa WWOOF używa się też jako czasownika to WWOOF („WWOOFować”). Słowa te są nieoficjalnie używane w językach wielu krajów.

## Działalność
„WWOOFowanie” ma na celu wsparcie ekologicznych metod hodowli, zapoznanie wolontariuszy z życiem wiejskim we własnym lub obcym kraju i umożliwienie im zdobycia doświadczenia w ekologicznych metodach upraw i hodowli zwierząt. Wolontariusze (WWOOFers) nie otrzymują pieniędzy za swoją pracę. Gospodarz zapewnia wyżywienie, nocleg i możliwość nauki w zamian za pomoc w uprawach i hodowli.
Wolontariusz może pracować w danym gospodarstwie przez okres od kilku dni do roku lub wyjątkowo do kilku lat, chociaż przeważnie jest to 7–10 dni. Dzień pracy wynosi zwykle 5–6 godzin i umożliwia kontakt z wolontariuszami z innych krajów pracującymi w tym samym gospodarstwie.
Przykładowe prace na farmach WWOOF to pielenie, sadzenie roślin, zbieranie plonów, roznoszenie kompostu, karmienie zwierząt gospodarskich (kury, kozy), dojenie krów, czyszczenie koni, ale także prace gospodarskie, np. malowanie domu czy szycie ubrań. Zakres prac różni się w zależności od regionu. W Australii w regionie winiarskim Clare Valley może to być to zbiór winogron Syrah dla Knappstein Vineyard, a w północnej Tajlandii – zbiór owoców kawy arabskiej.
Gospodarstwa biorące udział w „WWOOFowaniu” to zarówno działki, małe ogrody, jak i małe gospodarstwa rolne i farmy komercyjne, a także centra edukacyjne czy kawiarnie. Gospodarstwa ekologiczne chcące wziąć udział w WWOOF wpisują się na stronie internetowej WWOOF swojego kraju, zaś w krajach, gdzie nie ma oddziału organizacji – mogą ogłosić się na stronie WWOOF Independent. Nie jest wymagany certyfikat gospodarstwa organicznego, a tylko podpisanie deklaracji wobec WWOOF, że stosuje się metody stabilne ekologicznie (ecologically sound methods). W Anglii koszt ogłoszenia farmy to £30, a otrzymania dostępu do listy gospodarstw wraz z adresami dla wolontariusza – £20. Poprzez stronę internetową organizacja informuje potencjalnych wolontariuszy i gospodarzy o pojawiających się ofertach wolontariatu, ale niekiedy także pracy czy kursów. WWOOF nie pośredniczy (poza podaniem informacji na stronie internetowej) w polecaniu wolontariuszy gospodarstwom, ani nie pomaga przy załatwianiu wiz. Nie ma górnej granicy wieku dla wolontariuszy (oprócz zdolności do pracy fizycznej; niektórzy wolontariusze WWOOF rozpoczęli działalność w organizacji w wieku przedemerytalnym), zaś dolna granica to 18 lat.

## Historia
Skrót WWOOF pierwotnie oznaczał Working Weekends on Organic Farms i określał ruch powstały w Anglii w 1971. Sekretarka z Londynu Sue Coppard, która w dzieciństwie spędzała wakacje na wsi, pragnęła przybliżyć mieszkańcom miast życie wiejskie, a zarazem wesprzeć ruch rolnictwa ekologicznego. Zaczęła od próbnych weekendów roboczych dla 4 osób na biodynamicznej farmie Caplehurst Farm (obecnie Emerson College) w hrabstwie Sussex.
Wkrótce okres wolontariatu wydłużył się, toteż nazwę idei zmieniono na Willing Workers on Organic Farms, ale wówczas słowo "work" (praca) zaczęło kolidować z prawem pracy w niektórych krajach oraz tworzyło problemy z władzami imigracyjnymi, które myliły wolontariuszy WWOOF z migrant workers (wyjeżdżającymi do pracy). Np. w Nowej Zelandii wolontariusze uważani są za pracowników, ponieważ otrzymują w zamian gościnę; nie daje to jednak podstaw do ubiegania się o wizę pracowniczą. Dla wyeliminowania problemu, a także w celu uznania światowego zasięgu działalności, w 2000 nazwę zmieniono na World Wide Opportunities on Organic Farms. Mimo to niektóre organizacje WWOOF pozostały przy dawnych nazwach.
W 2000 zorganizowano pierwszą międzynarodową konferencję WWOOF z delegacjami z 15 krajów, na której ustalono znaczenie zwrotów WWOOFer (wolontariusz WWOOF), WWOOF host (gospodarz) oraz to go WWOOFing (WWOOFować), postanowiono też wspierać powstające organizacje WWOOF w krajach rozwijających się.

## Gospodarstwa
Dokładne adresy gospodarstw są udostępniane tylko członkom WWOOF. Bez rejestracji dostępne są tylko opisy gospodarstw, ich rodzaj (np. miejskie, wiejskie, leśne; zorientowane na ogrodnictwo, hodowlę zwierząt czy budownictwo lub technologie alternatywne; prowadzone przez jedną osobę, rodzinę albo wspólnotę, itd.) i liczba gospodarstw w danym regionie.
Wśród gospodarstw posiłkujących się pracą wolontariuszy WWOOF znalazła się najstarsza w Anglii organiczna winnica biodynamiczna Sedlescombe Organic Vineyard w hrabstwie Sussex, przyjmująca WWOOFers od początku swojej działalności w 1980, obecnie na poziomie 30–40 osób rocznie. W Australii w „WWOOFingu” uczestniczy 65-akrowe gospodarstwo Zaytuna Farm, należące do The Permaculture Research Institute of Australia i prowadzone zgodnie z zasadami permakultury pod kierunkiem jednego z czołowych światowych specjalistów w tej dziedzinie, Geoffa Lawtona. W Polsce ok. 10 wolontariuszy WWOOF rocznie gości ranczo Eco-Frontiers przy granicy z Ukrainą, opisane także w przewodniku wydawnictwa Rough Guide pt. Clean Breaks.

## Statystyki
Według danych WWOOF International, w 2011 roku istniały 52 krajowe organizacje, 11899 gospodarstw i 80149 wolontariuszy. WWOOF Independent to strona internetowa z listą 41 krajów nieposiadających własnej organizacji, zrzeszająca 342 gospodarstwa; przy czym 16 z tych krajów zarejestrowało tylko po jednej placówce.
Liczba wolontariuszy na świecie wzrosła od 50000 (w 2009) do 80149 (w 2011). Największą organizacją WWOOF była w 2011 strona australijska, skupiająca 2287 gospodarstw i 12150 wolontariuszy. W Stanach Zjednoczonych liczba wolontariuszy WWOOF wzrosła z 1600 (w 2005) do 9000 (w 2010), by w 2011 wynieść już 12100, przy 1421 gospodarstwach. Na trzecim miejscu co do wielkości znalazła się organizacja w Nowej Zelandii: 1289 gospodarstw i 7953 członków. W Anglii WWOOF UK jest organizacją charytatywną (nr rej. 1126220), w której w styczniu 2013 uczestniczyły 553 gospodarstwa i 5524 wolontariuszy. W 2011 WWOOF UK plasowało się na siódmym (wśród WWOOFów na świecie) miejscu co do liczby wolontariuszy, mając 500 gospodarstw i ok. 5000 wolontariuszy. W 2010 do organizacji należało 400 (z ogółem 5000) gospodarstw organicznych w Anglii, a pracowało na nich ponad 3000 wolontariuszy po 30 godzin tygodniowo. Polska organizacja WWOOF powstała w 2009, a w roku 2011 zrzeszała 35 gospodarstw i ok. 300 wolontariuszy. Strona WWOOF Poland jest prowadzona w języku angielskim i liczy obecnie (styczeń 2013) 38 gospodarstw.

## Problemy
Organizacja nie zapewnia wolontariuszom miejsc w gospodarstwach. Muszą oni samodzielnie kontaktować się z gospodarzami i starać się o przyjęcie. Ponieważ gospodarstw jest mało, a chętnych do pracy stosunkowo wielu, wolontariusze bywają wybierani przez gospodarzy na podstawie posiadanych umiejętności, pomimo początkowego założenia organizacji, że wolontariusze mieli być pracownikami niewykwalifikowanymi.
Problemy wynikają ze zwykłych ludzkich zaniedbań i konfliktów, np. nieodebrania wolontariusza z dworca autobusowego czy nieobecności gospodarza w domu o umówionej godzinie przyjazdu wolontariusza. Problemem bywa też brak poczucia prywatności gospodarza podczas zamieszkiwania wolontariuszy w tym samym domu. Ze względu na potencjalne problemy poleca się obu stronom, aby zapoznały się ze sobą przez telefon czy internet jeszcze przed spotkaniem, a pierwsza wizyta wolontariusza trwała nie dłużej niż tydzień. Należy też zawczasu ustalić liczbę godzin pracy, zasady współpracy, noclegu, wyżywienia itd. – a w czasie pobytu trzymać się tych ustaleń.
Organizacja nie wydaje wolontariuszom zaświadczeń o wolontariacie. Mogą oni starać się o uzyskanie takowych bezpośrednio od gospodarzy, którzy jednak nie mają obowiązku ich wydać.